# Neivamyrmex foveolatus
Neivamyrmex foveolatus är en myrart som beskrevs av Borgmeier 1953. Neivamyrmex foveolatus ingår i släktet Neivamyrmex och familjen myror. Inga underarter finns listade i Catalogue of Life.